# Anselm Retzlaff

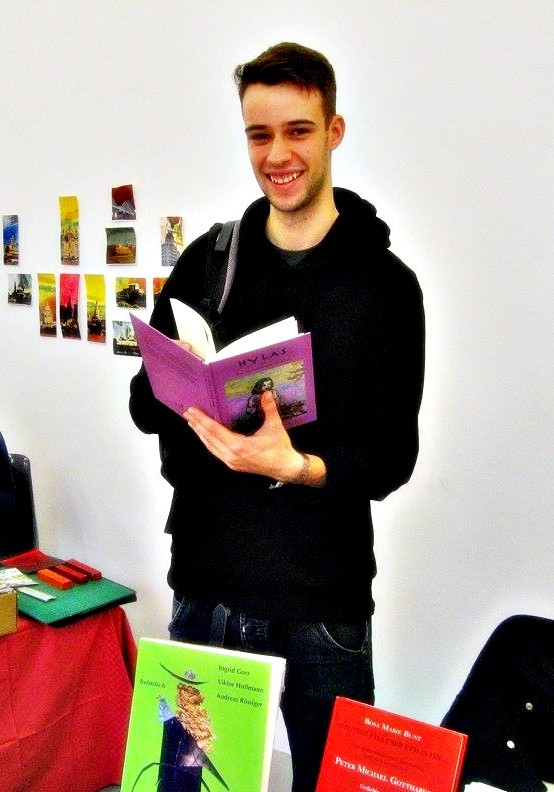
Anselm Retzlaff, 2014. Dresden, Schriftgutmesse

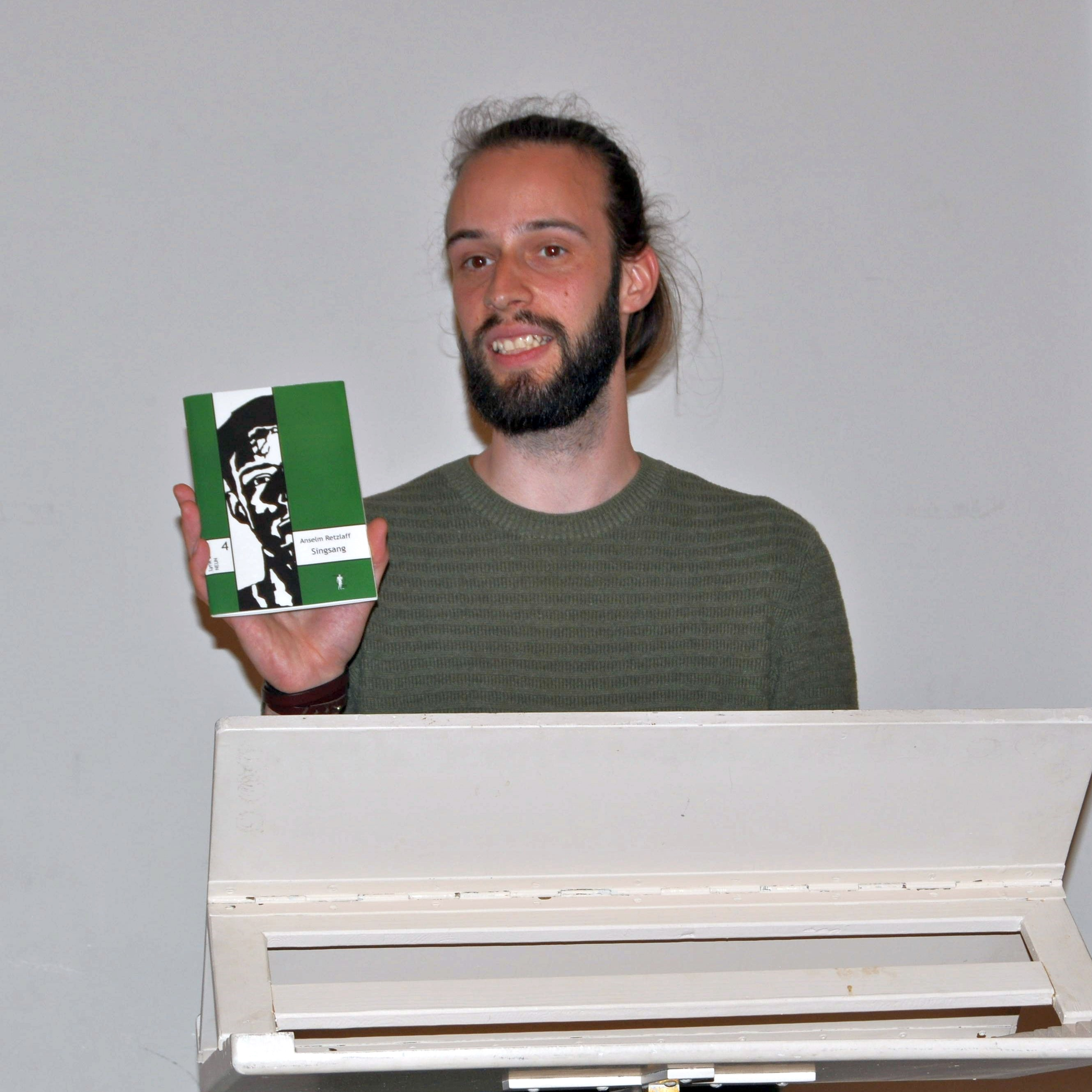
Anselm Retzlaff, 14. Mai 2022. Berlin, Verleihung Hanns-Meinke-Preis

Anselm Retzlaff (* 1991 in Radebeul) ist ein deutscher Schriftsteller und Buchillustrator.

## Leben
Geboren in Radebeul verlebte er die Kindheit in Meißen, Abitur an der Freien Werkschule Meißen, Ausbildung zum Ergotherapeuten in Kreischa. In der Jugend künstlerische Praktika u. a. zu Plastik und Dekoration, in Holzgestaltung sowie in einem Institut und Atelier für Kunsttherapie.

## Werk
2011–2015 war Anselm Retzlaff Jugendtheater-Schauspieler am Theater Meißen. Außerdem wirkte er als Zeichner für Porträt und Landschaft. 2012 fand seine erste Kunstausstellung statt, gemeinsam mit dem Vater Markus Retzlaff, unter dem Motto Geisteslandschaften – Zeichnungen und Grafiken. Seine erste Buchillustration lieferte er für die Ephebische Novelle Phaethon oder Der Pfad der Sonne von Steffen Marciniak, München, Aphaia Verlag, 2020. Er fertigte dazu acht Zeichnungen mit griechisch-mythologischem Thema.
Seit 2009 schreibt er philosophische Aphorismen und Gedichte. Die erste Veröffentlichung einer lyrischen Dichtung, Die Tränen der Nestis, erschien in der Griechenantholgie Entführung in die Antike, Verlag PalmArtPress, 2019.
Bisher gibt es drei Lyrik-Einzelveröffentlichungen. Zuerst das selbstillustrierte Gedichtbuch Chrysalis – bis zur aufgehenden Sonne. Mystische Gedichte und Gedanken, erschienen bei der Edition ta:sir im Mirabilis Verlag, Miltitz, 2020. Im Jahr 2021 folgte sein zweiter Gedichtband Singsang im Verlag der 9 Reiche, Berlin, 2023 ein dritter Band mit Lyrik und Prosa: Elysium – aus dem allgegenwärtigen Herzen im Radebeuler Notschriften-Verlag.
Im Jahr 2020 bekam er den Hanns-Meinke-Preis für junge Lyrik, gestiftet vom Internationalen Musik- und Kulturfestival Uckermark und dem Verlag der 9 Reiche.

## Veröffentlichungen

### Einzeltitel
- Chrysalis – bis zur aufgehenden Sonne. Mystische Gedichte und Gedanken (mit eigenen Illustrationen), Miltitz, Edition ta:sir bei Mirabilis Verlag, 2020, ISBN 978-3-947857-04-3.
- Singsang. Vom Sein des Selbst. Gedichte (mit Linolschnitten von Steffen Büchner), Lyrik-Edition NEUN, Band 4, Berlin, Verlag der 9 Reiche, 2021, ISBN 978-3-948999-04-9.
- Elysium – aus dem allgegenwärtigen Herzen. Lyrik & Prosa, mit Zeichnung von Saskia Metz und einer vom Autor, Notschriften-Verlag, 2023, ISBN 978-3-948935-39-9.

### Anthologie
- Die Tränen der Nestis in: Entführung in die Antike, hg. v. Steffen Marciniak, PalmArtPress, Berlin, 2019, ISBN 978-3-96258-039-1.
- Tänzer auf dem Seil. Zum 85. Geburtstag von Ulrich Grasnick, hg. v. Steffen Marciniak, Verlag der 9 Reiche, Berlin, 2023, ISBN 978-3-948999-94-0.

### Illustration
- Phaethon oder Der Pfad der Sonne von Steffen Marciniak, mit acht Zeichnungen von Anselm Retzlaff, München, Aphaia Verlag, 2020, ISBN 978-3-946574-13-2.

## Preise und Auszeichnungen
- 2020: Hanns-Meinke-Preis für junge Lyrik